# Pagine scelte di Luigi Pirandello

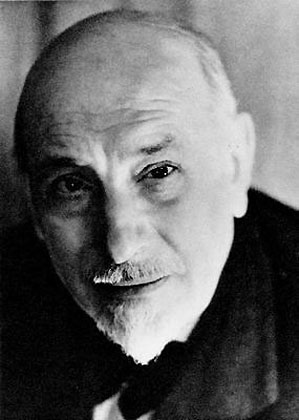
Luigi Pirandello

(Andrea Camilleri,Pagine scelte di Luigi Pirandello)
Pagine scelte di Luigi Pirandello è un'opera di Andrea Camilleri pubblicata dall'editore Rizzoli il 10 gennaio del 2007.

## Contenuti
Camilleri raccoglie in questo libro un'antologia tutta sua personale di testi pirandelliani  scelti secondo un metodo filologico e un legame affettivo con l'opera di Luigi Pirandello al quale lo lega un rapporto di comunanza di terra d'origine e di condiviso sentire. Questo affetto letterario e sentimentale ben si esprime nella approfondita introduzione-saggio che Camilleri premette a questo libro.

## Edizioni
- Andrea Camilleri, Pagine scelte di Luigi Pirandello, Milano, Rizzoli, 2007,  p. 556, ISBN 88-17-01488-5.